# Đua
Đua hoặc chạy đua là các cuộc thi đấu dựa vào thời gian hoàn thành cuộc thi để tính kết quả chung cuộc. Thể loại này bao gồm các môn đua xe có động cơ (như đua công thức 1, đua MotoGP), các môn đua xe không động cơ (như đua xe đạp) và các môn đua cơ bản như điền kinh hay bơi lội. Bên cạnh đó còn có các môn thi đấu phối hợp, kết hợp nhiều môn thể thao tốc độ với nhau. Ngoài ra còn có các môn đua sử dụng động vật động vật như đua ngựa, đua chó. Các môn điền kinh, bơi lội, đua xe đạp... có mặt trong các môn thi Thế vận hội.

## Đua xe có động cơ
Đua xe có động cơ là môn thể thao mà các vận động viên sử dụng những phương tiện có động cơ để thi đấu, bao gồm:

## Đua xe không động cơ
Đua xe không động cơ là môn thể thao mà các vận động viên sử dụng những phương tiện không có trang bị động cơ để thi đấu, bao gồm

## Các môn đua cơ bản
Đua cơ bản là các môn thể thao mà các vận động viên không dùng phương tiện nào để thi đấu, bao gồm :

## Các môn phối hợp
Các môn phối hợp là các môn thể thao kết hợp nhiều môn thi đấu khác nhau như Ba môn phối hợp (bơi, xe đạp, điền kinh)